# Antonín Dvořák (architekt)
Antonín Dvořák (13. prosince 1850 Průhonice – 28. května 1918 Praha) byl český architekt a stavitel, který působil zejména na Královských Vinohradech.

## Dílo
Spolu s Antonínem Turkem se podílel na realizacích činžovních domů v Korunní, Francouzské, Polské, Blanické, Mánesově, Kladské a Moravské ulici i na projektu školy v Perunově ulici. Mezi jeho další pražské stavby patří např. novorenesanční budova univerzitního botanického ústavu čp. 1965/II ve Viničné ulici.

## Podnikání

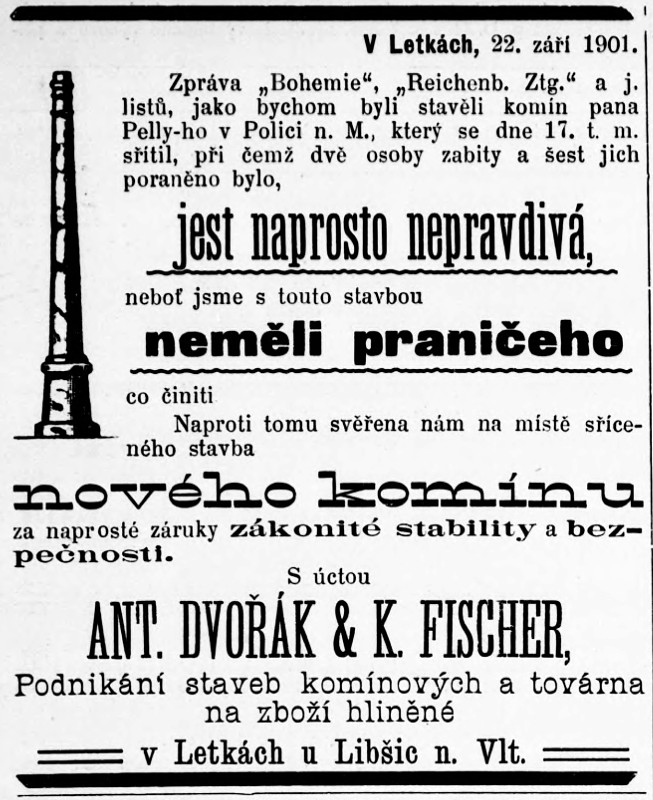
Technický obzor 29/1901: inzerát

S Antonínem Turkem a Karlem Fischerem založili 12. listopadu 1895 v Letkách u Libčic nad Vltavou firmu na projekci a stavbu komínů spojenou se specializovanou cihelnou. Fischer celou společnost později převzal. Dlouhá léta pak působila pod jménem Bratři Fischerové a spol.

## Církevní působení
Byl kurátorem vinohradského sboru evangelické církve. Jako stavitel se podílel na zbudování novogotického činžovního domu v Korunní 60 (1904–1907) podle projektu Antonína Turka, kde je dodnes evangelická modlitebna.

## Rodinný život a potomci
Oženil se s Josefou Toufarovou z Michle. Měl tři dcery, Boženu (1881–1958, překladatelku z angličtiny) provdanou Šimkovou, Marii, provdanou Svobodovou a nejmladší Růženu, která se provdala za lékaře-gynekologa Adolfa Lukla (1874–1974), s nímž měla tři děti – syna lékaře-internistu Pavla Lukla, dceru Naději, která se stala manželkou filozofa a teologa Josefa Lukla Hromádky, a dceru psycholožku Evu (1909 – 2014), provdanou za teologa, vysokoškolského pedagoga a faráře Jana Amose Pellara.